# Pattinaggio di figura all'XI Festival olimpico invernale della gioventù europea
I concorsi di pattinaggio di figura all'XI Festival olimpico invernale della gioventù europea si sono svolte tra il 20 e il 22 febbraio 2013 al Patinoarul Poiana Brașov di Brașov, in Romania. Il programma si è composto di due gare: una maschile ed una femminile.

## Podi

### Ragazzi
| Evento                                   | Oro            | Punteggio | Argento          | Punteggio | Bronzo        | Punteggio |
| Pattinaggio di figura ragazzi (dettagli) | Ad'jan Pitkeev | 177,10    | Jaroslav Panioto | 156,02    | Adrien Tesson | 154,12    |

### Ragazze
| Evento                                   | Oro               | Punteggio | Argento       | Punteggio | Bronzo                 | Punteggio |
| Pattinaggio di figura ragazze (dettagli) | Marija Stavickaja | 149,14    | Anaïs Ventard | 138,73    | Maria-Katharina Herceg | 120,97    |

## Medagliere
| Pos.   | Paese    | Oro | Argento | Bronzo | Totale |
| ------ | -------- | --- | ------- | ------ | ------ |
| 1      | Russia   | 2   | 0       | 0      | 2      |
| 2      | Francia  | 0   | 1       | 1      | 2      |
| 3      | Ucraina  | 0   | 1       | 0      | 1      |
| 4      | Germania | 0   | 0       | 1      | 1      |
| Totale | Totale   | 2   | 2       | 2      | 6      |